# تاریخ یهودیان در باربادوس

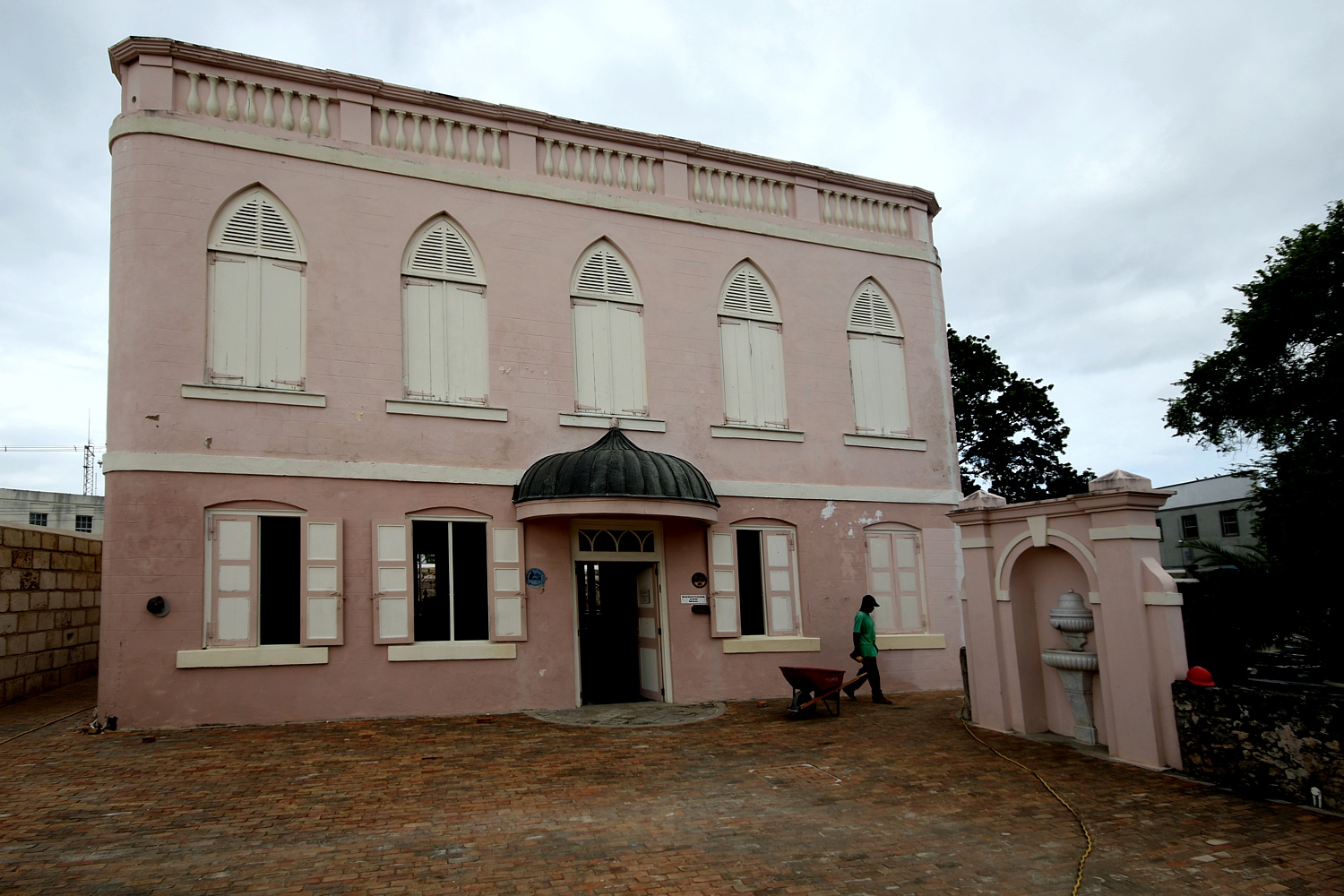
کنیسه نیده اسرائیل در بریج تاون (باربادوس) پس از بازسازی در سال ۱۹۸۶

یک جمعیت یهودی از سال ۱۶۵۴ تقریباً به‌طور مداوم در باربادوس زندگی میکرده‌اند.

## ریشه‌ها
ورود یهودیان به باربادوس نتیجه مستقیم دادخواست تفتیش عقاید اسپانیا، به ویژه فرمان الحمرا است. در سال ۱۴۹۲، برخی از یهودیان سفاردی از آزار و شکنجه در شبه جزیره ایبری به مقصد برزیل گریختند، جایی که آنها تا سده ۱۷ زندگی کردند. آنها از آنچه که قبلاً برزیل هلندی بود (به‌طور خاص رسیفی، که در آنجا یک جامعه بزرگ یهودی وجود داشت)، مکانی که در سال ۱۶۵۴ به دست تفتیش‌گران پرتغالی فتح شد، مجبور به فرار شدند.
جمعیت اولیه باربادوسی از دو منبع دیگر افزایش یافت. در سال ۱۶۶۴، شهرک یهودیان در کاین منحل شد و عده کمی به باربادوس نقل مکان کردند. به مرور زمان دو اجتماع تأسیس شد، مرکز اصلی آن پیرامون کنیسه نیده اسرائیل در پایتخت، بریج تاون و یک جامعه کوچکتر در شمال شهر اسپایتس‌تاون بود. در بریج تاون، از مجموع ۴۰۴ خانه‌دار، ۵۴ نفر یهودی بودند.